# Transporte en Chile

Carreteras duplas (doble calzada) de Chile, 2024, en rojo.

El transporte en Chile se lleva a cabo principalmente por vía terrestre. El extremo sur del país no está conectado a la zona Central de Chile por carreteras, salvo a través de Argentina, por lo que el transporte por vía marítima juega un papel importante allí. Los ferrocarriles fueron históricamente importantes en Chile; sin embargo, hoy tienen una parte relativamente pequeña del sistema de transporte del país. Debido a la geografía y a las largas distancias entre las principales ciudades, el transporte por vía aérea cobra cada vez más relevancia.

## Transporte por vía terrestre

### Seguridad vial en Chile
La seguridad vial en Chile se refiere a las regulaciones, acciones gubernamentales y de la sociedad civil que tienen como objetivo proteger la salud  de las personas que usan la vía pública en ese país, ya sean automovilistas, peatones, ciclistas o motociclistas y evitar accidentes de tránsito. Entre las acciones previstas están las campañas de prevención, la evolución de la reglas de tránsito, su aplicación y cumplimiento. 
Como la seguridad vial es un elemento de salud pública, una estadística importante es el número de fallecidos por accidentes de tránsito. Según los últimos datos del Ministerio de Salud, en 2015 hubo 1 958 fallecidos. En 2015, Chile fue el país de la OECD (OCDE) que tenía la peor tasa de mortalidad con 12.4 fallecidos por cada 100 000 habitantes.

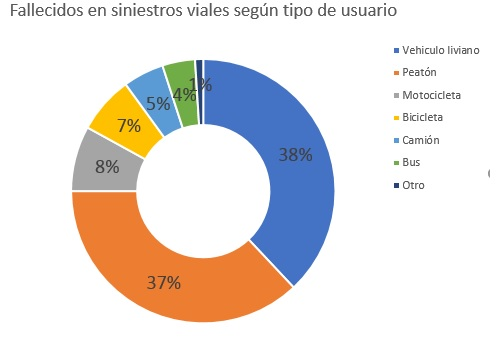
Fallecidos en accidentes viales según tipo de usuario. Fuente: CONASET (2016) Serie 2012-2015.

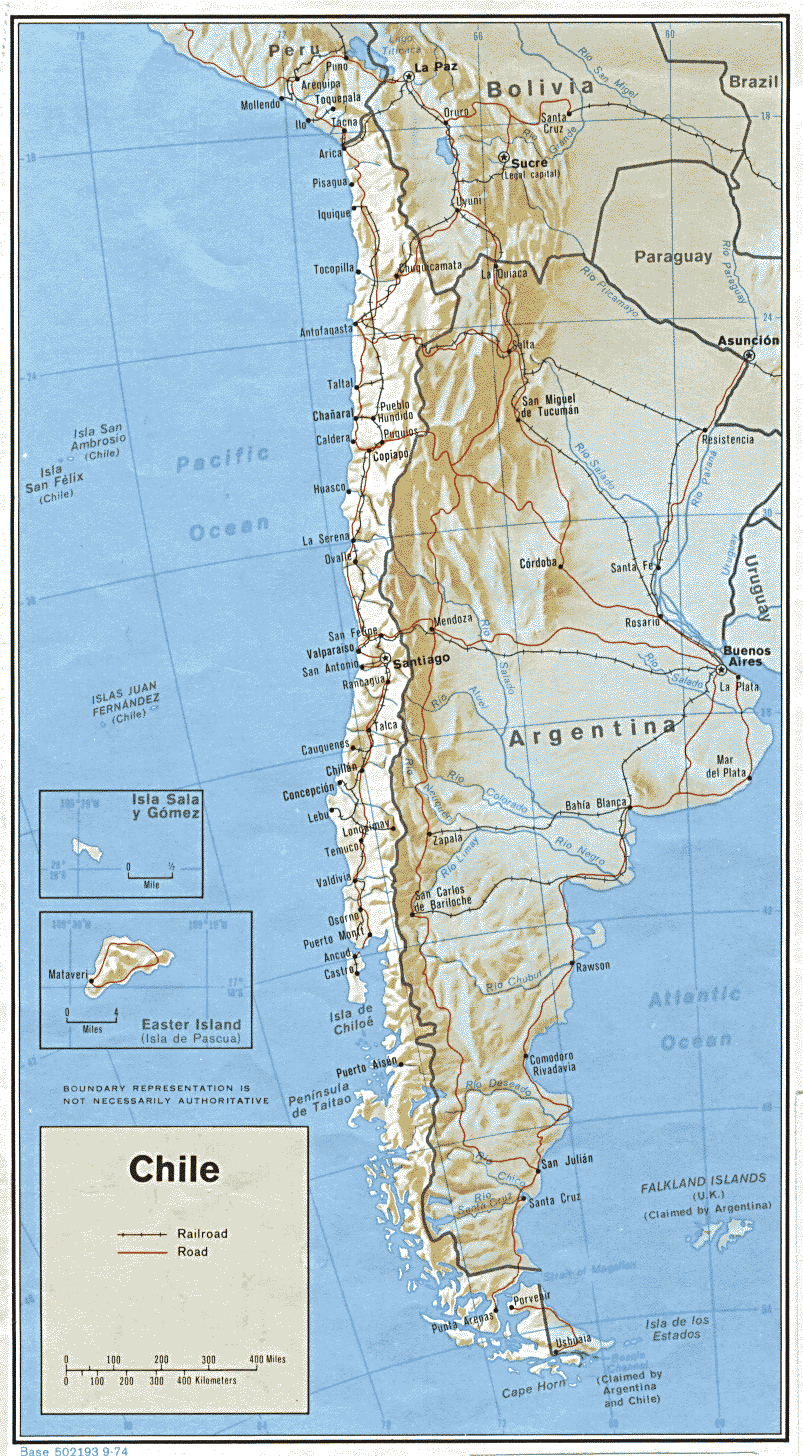
Antiguo mapa ampliable de Chile, que muestra las principales carreteras y líneas ferroviarias.

### Carreteras
La red vial de Chile corresponde a los caminos y rutas de jurisdicción nacional. En diciembre de 2011, esta red estaba compuesta por un total de 77.606,16 km, de los cuales 9.280,30 presentan solución básica como bischofita (sal de magnesio usada para compactar caminos en el norte de Chile), 17.678,10 son de tierra, 18.436,74 están pavimentados y 32.210,04 son de ripio. Su jurisdicción corresponde a la Dirección de Vialidad del Ministerio de Obras Públicas.
Esta extensa red abarca todo el país, permitiendo llegar en automóvil a distintos lugares.

### Autopistas
Las autopistas de Chile son la red de vías de calzadas separadas en Chile que son generalmente de concesión y con peajes, mientras un grupo de estas son gratuitas y están mantenidas por el Estado a través del Ministerio de Obras Públicas. La ruta 5 Panamericana es la que posee más tramos concesionados en el país.[cita requerida]

### Autobuses y microbuses
Existen autobuses urbanos, suburbanos y rurales; y buses interurbanos e internacionales.
Actualmente, los autobuses son el principal medio de transporte a larga distancia en Chile, tras la caída de la red ferroviaria. El sistema de buses interurbanos cubre todo el país, desde Arica a Santiago (viaje aproximado de 30 horas) y desde Santiago hasta Punta Arenas (aproximadamente 40 horas, con un transbordo en la ciudad de Osorno). También hay servicios internacionales a los demás países de Sudamérica. Servicios de larga distancia son llamados "semi-cama" (asiento reclinable) o "cama", a menudo de 2 pisos. 
Santiago empezó su sistema de transporte público (Red Metropolitana de Movilidad) el 2005. Entre 2006 y 2019 el Biobús en Concepción se integraba con el tren eléctrico (Biotren) y se basa en un derecho de manera dedicada para los autobuses.
El año 2013, mediante la ley N° 20.696, se modificó la ley N° 18.696 que regula el transporte de pasajeros, creando con dicha modificación los "Perímetros de Exclusión" como una alternativa a la licitación de uso de vías urbanas, y dispone que el Ministerio de Transportes y Telecomunicaciones podrá implementarlos en zonas urbanas o rurales, "en caso de requerir un ordenamiento y,o mejora en la calidad de los servicios de transporte público de pasajeros, o bien incorporar el efecto de subsidios u otros beneficios en las tarifas". Bajo esta modalidad, se ha logrado regular el transporte público en distintas ciudades o conurbaciones, que hasta el momento no había regulación —como Calama (2019), Valdivia (2020), Castro (2016), y la conurbación Iquique-Alto Hospicio (2019)— o cuya regulación anterior por medio de concesión exclusiva de vías especificas quedó obsoleta —como en el Gran Valparaíso (2019) y el Gran Concepción (2024)—.
Actualmente las ciudades cuentan o contarán en el futuro con los siguientes sistemas de autobuses:
- Santiago: Red Metropolitana de Movilidad (2005, reformado el 2012 y 2019)
- Concepción: Transporte Público en el Gran Concepción —Perímetros de Exclusión del Gran Concepción (2024), entre Concepción y Tomé (2022), y entre Concepción y Coronel-Lota (est. 2025); Red Concepción de Movilidad (est. entre 2025 y 2026)—
- Punta Arenas: Red Punta Arenas de Movilidad
- Valparaíso: Transporte Metropolitano de Valparaíso
- Trans O'Higgins
- TransAntofagasta
- Arica: se implementaran 170 buses el segundo semestre de 2022.[6]
- Temuco te mueve

### Ciudades con Ferrocarril Metropolitano
- Santiago: Metro de Santiago, Tren Nos-Estación Central
- Valparaíso: Tren Limache-Puerto
- Concepción: Biotrén, Tren Talcahuano-Laja
- Gran Temuco: Tren Victoria-Temuco, Tren Pitrufquén-Temuco

### Ferrocarriles y Tren de cercanías
La Empresa de los Ferrocarriles del Estado (EFE) es la encargada de proveer infraestructura para los servicios de transporte de carga y de transporte suburbano e interurbano de pasajeros en las zonas central y sur del país.
El total de vías férreas en el país es de 6.782 km [cita requerida], que se dividen en:
- Vía ancha: 3.744 km 66 gauge (1,654 km electrificada)
- Vía angosta: 116 km 42 gauge; 2.922 km 1 gauge (40 km electrificada) (1995)
- Vía estándar: sg cerca de 40 km desde Arica a Tacna, Perú

Servicios de tren
- Tren Nos-Estación Central.
- Tren Rancagua-Estación Central.
- Tren Chillán-Estación Central entre Chillán y Santiago.
- Tren Santiago-Concepción
- Corto Laja entre Talcahuano y Laja.
- Regional Talca-Constitución entre Talca y Constitución.
- Regional Victoria-Temuco entre Temuco y Victoria.

Conexiones ferroviarias con países vecinos
- Argentina - Ferrocarril Trasandino - abandonado 1984 – 100 km de ferrocarril de montaña con secciones de ferrocarril de cremallera. Se planea una concesión para reabrir este tramo.[7]
- Bolivia - Ferrocarril Arica-La Paz sí - misma medida (1000 mm) - desde Arica a La Paz (Bolivia).
- Perú - Ferrocarril Tacna-Arica sí - una conexión de 1435 mm de ancho entre Arica y Tacna (Perú).

### Proyectos
- Tren rápido Santiago-Valparaíso
- Tranvía de Antofagasta
- Tranvía de La Serena y Coquimbo[8]
- Teleférico Bicentenario[9]
- Tranvía de Las Condes
- Tren Melipilla-Estación Central
- Tren Santiago-Batuco
- Teleférico de Talcahuano
- Metro de Temuco
- Metrotren Araucanía

## Transporte por vía marítima

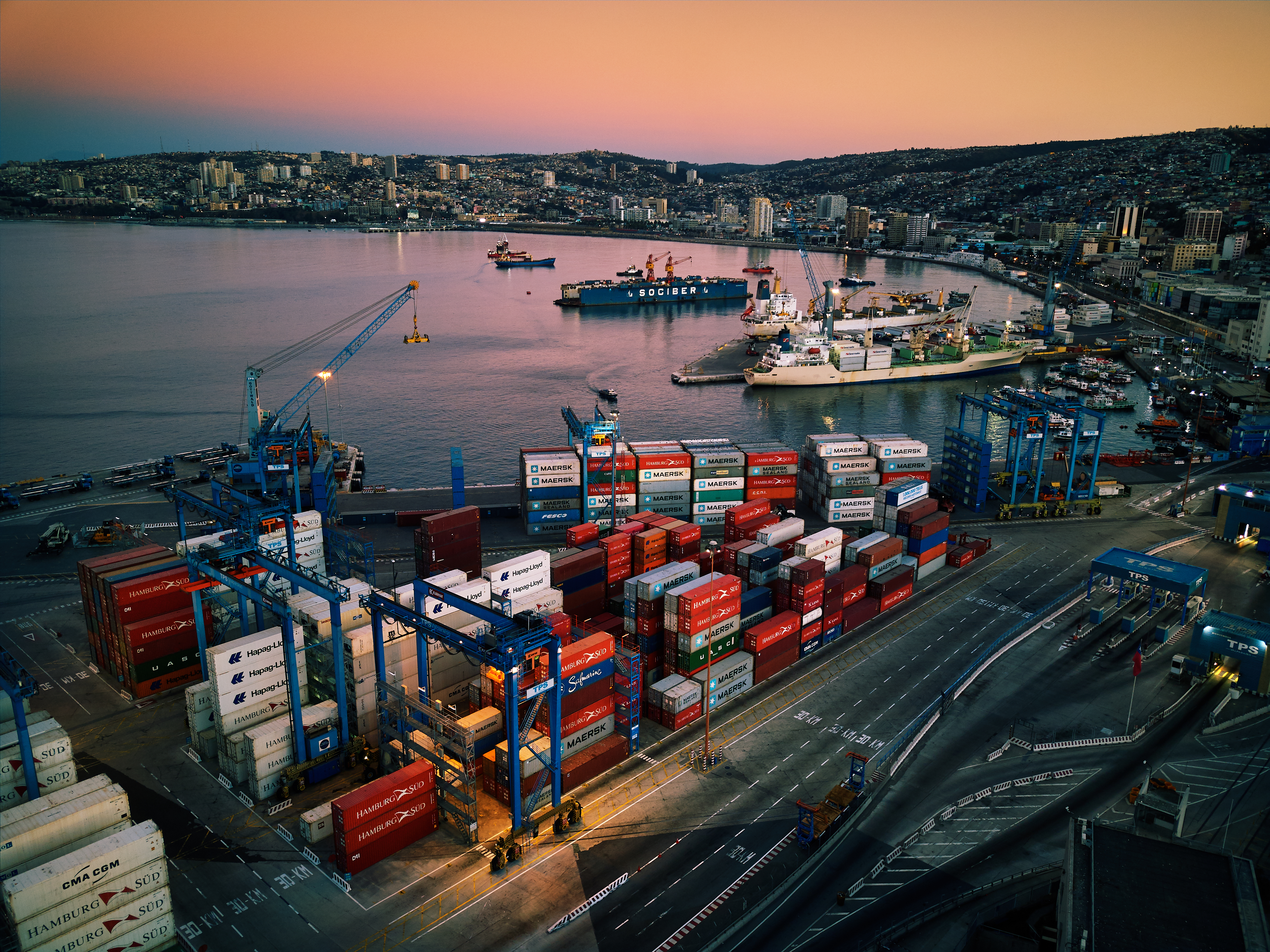
Puerto de Valparaíso

### Puertos
Chile Norte
- Arica
- Iquique
- Tocopilla
- Antofagasta
- Chañaral

Chile Central
- Coquimbo
- San Antonio
- Valparaíso
- San Vicente
- Talcahuano

Chile Sur
- Corral
- Puerto Montt
- Puerto Chacabuco
- Punta Arenas

### Navegación en transbordadores y barcazas
Antiguamente en lugares como Calbuco, Chacao, Castro, Caleta Puelche y Caleta la Arena se utilizaban balsas o botes para movilizar personas y también para transportar alimentos. 
Hoy en día como una medida transitoria, comenzó a funcionar la conexión bimodal (una parte terrestre y otra marítima), esta conexión se lleva a cabo por barcazas o transbordadores. Este sistema permite un mayor flujo de gente de forma más facilitada a las islas remotas de nuestro país.
- Metaneros 2
- Barcos de pasajeros 3
- Petroleros 4
- roll-on/roll-off 4
- Transbordadores 2

## Transporte por vía aérea

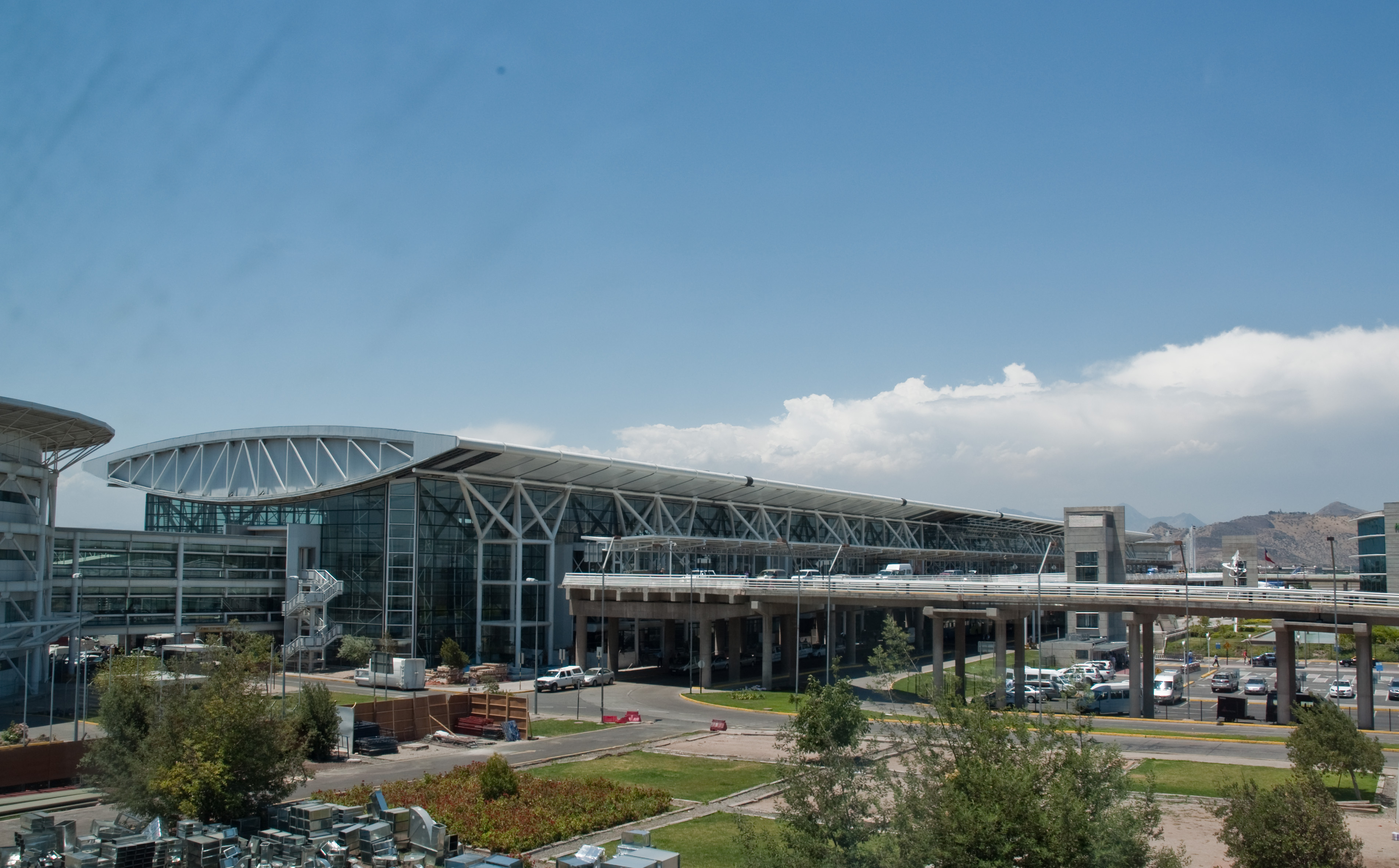
El Aeropuerto Internacional Arturo Merino Benítez, de Santiago de Chile, el aeropuerto principal de Chile.

Chile cuenta con 126 helipuertos y 344 pistas de aterrizaje aéreo. Entre estas, destacan los aeropuertos de Chacalluta de Arica, Diego Aracena de Iquique, Andrés Sabella de Antofagasta, Carriel Sur de Concepción, La Araucanía de Temuco, El Tepual de Puerto Montt, Presidente Ibáñez de Punta Arenas, Mataveri en isla de Pascua, el aeropuerto más remoto del mundo; y el Aeropuerto Internacional Arturo Merino Benítez de Santiago (1967), con un tráfico de 12 105 524 pasajeros en 2011.
Actualmente en el país, operan las aerolíneas nacionales LATAM, Sky Airline, JetSmart, LATAM Cargo, entre otras.